# 앙상블 스타즈!
〈앙상블 스타즈!〉(あんさんぶるスターズ!)는 일본의 해피 엘리먼츠(Happy Elements) 카카리아 스튜디오(カカリアスタジオ)가 제공하는 스마트폰 전용 소셜 게임이다. 메인 시나리오 작가는 아키라(日日日), 서브 시나리오 작가는 유키 요시노(結城由乃), 니시오카 마이코(西岡麻衣子) 등이다.
2015년 12월 5일, 니코동 생방송에서 TV 애니메이션화와 2016년 6월의 무대화가 결정되었다. TV 애니메이션은 2019년 7월부터 12월까지 방영되었다.
2020년 3월 15일 리뉴얼되어 서비스하고 있는 〈앙상블 스타즈!!〉(あんさんぶるスターズ!!) (Basic과 Music)에 대해서도 이 문서에서 다룬다.

## 스토리
바다를 접한 언덕에 새워진 본격 남자아이돌 육성고교 "시립 유메노사키 학원"는 남성 아이돌 육성에 특화하여 빛나는 별과 같은 재능이 넘치는 학생들을 대대로 예능계로 배출해 온 역사를 가지고 있다.
당신은 그런 유메노사키 학원에 전학 와 그들을 프로듀스하게 된 단 한 명의 여학생, 안즈. 프로듀서 학과의 제1호로써 선발되어 아이돌들을 프로듀스하게 된다.
유메노사키 학원에서 만나는 아이돌들과 연주하게 되는 청춘의 앙상블을 마음껏 즐겨보자.

## 등장 캐릭터

### 스타메이커 프로덕션
ES빌딩의 20층에 거점을 짓는, 현시점에서 ES의 정점에 서는 사무소. 유메노사키 학원의 출신자가 많아, 유닛 제도를 이용해 최초로 대성공을 거두었다. 약칭은 「스타프로」.

#### fine (피네)
유메노사키 학원에서 학생회장이 이끄는 학원 최강 유닛.
텐쇼인 에이치 (天祥院 英智)
성우 : 미도리카와 히카루
유메노사키 학원 3학년 A반→졸업생. fine (피네)의 리더. 홍차부 소속. 전 학생회장이다.
히비키 와타루 (日々樹 渉)
성우 : 에구치 타쿠야
유메노사키 학원 3학년 B반→졸업생. 전 오기인이자 삼기인. 연극부 소속.
히메미야 토리 (姫宮 桃李)
성우 : 무라세 아유무
유메노사키 학원 1학년 B반→2학년 B반. 테니스부, 학생회 소속. 히메미야 가의 도련님이다.프리티5에 소속.
후시미 유즈루 (伏見 弓弦)
성우 : 하시모토 코타로
유메노사키 학원 2학년 B반→3학년 B반. 궁도부 소속. 히메미야 토리의 하인이다.

#### Trickstar (트릭스타)
스토리에서 메인이 되는 유닛. 유닛 멤버가 모두 2학년 (→3학년)이다.
히다카 호쿠토 (氷鷹 北斗)
성우 : 호소야 요시마사→마에노 토모아키, 이치노세 카나 (유년 시절)
유메노사키 학원 2학년 A반→3학년 A반. Trickstar (트릭스타)의 리더. 연극부 소속.
아케호시 스바루 (明星 スバル)
성우 : 카키하라 테츠야, 메구이 유카 (유년 시절)
유메노사키 학원 2학년 A반→3학년 A반. 농구부 소속. 공식 천재이다. 사실상 메인 주인공.
유우키 마코토 (遊木 真)
성우 : 모리쿠보 쇼타로
유메노사키 학원 2학년 A반→3학년 A반. 테니스부, 방송위원회 소속.
이사라 마오 (衣更 真緒)
성우 : 카지 유우키
유메노사키 학원 2학년 B반→3학년 B반. 농구부, 학생회장이다. 선단공포증으로 인해 앞머리를 까고 다닌다.

#### 流星隊 (류세타이, 유성대)
전대 히어로를 모티브로 한 유닛. 유메노사키 학원이 설립되고 난 뒤 첫번째 유닛으로 전통이 있는 유닛이다.
모리사와 치아키 (守沢 千秋)
성우 : 호세 유이치
유메노사키 학원 3학년 A반→졸업생. 유성대의 리더. 유성레드. 농구부 소속. 자칭 히어로. 특촬물 덕후이다.평소에는 착하지만 화가 나면 무서워진다.
신카이 카나타 (深海 奏汰)
성우 : 니시야마 코타로
유메노사키 학원 3학년 B반→졸업생. 유성블루. 전 오기인이자 삼기인. 해양생물부 소속. 다 히라가나로 말한다. 둥실둥실이라는 말버릇이 있다. (ex. 둥실... 둥실...♪ 같이 수영해요....♪)
나구모 테토라 (南雲 鉄虎)
성우 : 나카지마 요시키
유메노사키 학원 1학년 A반→2학년 A반. 가라테부 소속. 유성 블랙. 옷쓰! , ~~슴다! 같은 말버릇이 있다. (ex:옷쓰! 알았슴다!)
타카미네 미도리 (高峯 翠)
성우 : 와타나베 타쿠미
유메노사키 학원 1학년 A반→2학년 A반. 유성 그린. 농구부 소속. 가끔씩 ~~슴다 같은 말을 쓴다.하아,우울해..죽고싶어..가 말버릇.마스코트 덕후이다.
센고쿠 시노부 (仙石 忍)
성우 : 닛타 안쥬
유메노사키 학원 1학년 B반→2학년 B반. 유성 옐로우. 닌자 동호회 소속. 옛 닌자같은 말투를 쓴다. 남을 부를 때 '~~공'이라고 부르는 무사 속성의 캐릭터이다.(ex:안즈공. 졸자는 지금 수련중이라오.).

#### ALKALOID (알칼로이드)
『!!』부터 등장한 유닛. 아마기 히이로가 이끄는 스타메이커 프로덕션의 신성, 엣지있는 음악대 유닛. 쿨하고 도전적인 자세를 취하며 부딪쳐가는 어그레시브한 그룹.
아마기 히이로 (天城 一彩)
성우 : 카지와라 가쿠토, 이세 마리야 (유년 시절)
스페이드(♤). 유메노사키 학원 2학년 B반. ALKALOID (알칼로이드)의 리더. Crazy:B (크레이지:비)의 아마기 린네의 동생.
시라토리 아이라 (白鳥 藍良)
성우 : 아마사키 코헤이
하트(♡). 유메노사키 학원 1학년 A반. 아이돌을 정말 좋아하는 아이돌 오타쿠. 어머니가 프랑스-일본 혼혈인 쿼터.
아야세 마요이 (礼瀬 マヨイ)
성우 : 시게마츠 치하루
클로버(♧). 유메노사키 학원 3학년 B반. 닌자 동호회 소속. 어리숙하고 귀여운 사람들을 좋아하는 변태. 오컬트가 취미.
카제하야 타츠미 (風早 巽)
성우 : 나카자와 마사토모
다이아몬드(◇). 레이메이 학원 2학년 S반. 사고로 아이돌 활동을 중지했던 아이돌 유경험자. 친가가 교회.

### 코즈믹 프로덕션
ES빌딩의 18층을 거점으로 하는 기획사. 여러 계열교를 두고 있어 재능있는 학생을 『특기생』으로서 그 이외의 학생에게 봉사하게 하는 카스트 제도를 강요하고 있었다. 『!』 제2부(『!!』 전년도 연말)에서는 불상사가 밝혀져 상층부가 바뀌었지만 여전히 강력한 기획사. 짝수 명의 유닛이 많다. 약칭은 「코즈프로」.

#### Eden (에덴)
란 나기사가 이끄는 고귀하면서도 에너지 넘치는 유닛. 설득력 있는 토크와 드라마틱한 연출의 화려한 팬서비스를 하는 그룹이다. 미디어 노출은 토크 방송의 게스트나, CM의 캠페인 캐릭터, 패션 모델이나 영화, 연극 등 비주얼을 살리는 일을 위주로 한다.

##### Adam (아담)
침략과 지배의 통치자 유닛. 슈에츠 학원을 거점으로 하고 있다. 테마 컬러는 블루와 다크그레이.
란 나기사 (乱 凪砂)
성우 : 스와베 쥰이치
슈에츠 학원 3학년 S반→졸업생. 전 피네의 멤버. 온갖 힘을 자신의 것으로 만들 수 있는 천재. 유닛 Adam과 Eden에 소속되어 있고, 두 유닛의 리더를 맡고 있다.
사에구사 이바라 (七種 茨)
성우 : 오오사카 료타
슈에츠 학원 2학년 S반→3학년 S반. 겸손하지만 하고 싶은 말은 직설적으로 하는 성격.코즈믹 프로덕션의 부소장이다.

##### Eve (이브)
달콤한 속삭임으로 마음을 사로잡는 트랩 유닛. 레이메이 학원을 거점으로 하고 있다. 테마 컬러는 아이보리와 라임그린이다.
토모에 히요리 (巴 日和)
성우 : 하나에 나츠키
레이메이 학원 3학년 S반→졸업생. 전 피네의 멤버. 유닛 Eve와 Eden에 소속되어 있고, Eve의 리더를 맡고 있다. 기분이 좋을 땐 좋은 히요리(날씨)라는 말을 쓴다. 기분이 안 좋을 땐 나쁜 히요리라는 말을 쓰기도 한다.
사자나미 쥰 (漣 ジュン)
성우 : 우치다 유마
레이메이 학원 2학년 S반→3학년 S반. 유닛 Eve와 Eden에 소속되어 있다. ~~슴다같은 말버릇이 있다.

#### Valkyrie (발키리)
격식 높은 정열파 유닛.
이츠키 슈 (斎宮 宗)
성우 : 다카하시 히로키
유메노사키 학원 3학년 A반→졸업생. Valkyrie(발키리)의 리더. 전 오기인. 수예부 소속. 특기는 자수(재봉).
카게히라 미카 (影片 みか)
성우 : 오오스카 쥰
유메노사키 학원 2학년 B반→3학년 B반. 수예부 소속. 응아아라는 말버릇이 있다. 사투리를 쓰는 캐릭터. (ex. 응아아.. 졸리데이..)

#### 2wink (트윙크)
아오이 히나타와 아오이 유우타의 쌍둥이로 구성된 테크노 팝 그룹.
아오이 히나타 (葵 ひなた)
성우 : 사이토 소마
유메노사키 학원 1학년 A반→2학년 A반. 2Wink(트윙크)의 리더. 경음부 소속. 아오이 유우타의 쌍둥이 형.
아오이 유우타 (葵 ゆうた)
성우 : 사이토 소마
유메노사키 학원 1학년 B반→2학년 B반. 경음부 소속. 아오이 히나타의 쌍둥이 동생.

#### Crazy:B (크레이지:비)
『!!』부터 등장한 유닛. 아마기 린네가 이끄는 코즈믹 프로덕션의 신성, 이모셔널한 파티 유닛. 팬과 함께 고조되는 라이브감에 특화된 그룹.
아마기 린네 (天城 燐音)
성우 : 아자카미 요헤이
Crazy:B(크레이지:비)의 리더. 취미도 인생도 도박처럼 사는 아이돌. ALKALOID (알칼로이드)의 아마기 히이로의 형.
히메루 (HiMERU)
성우 : 카사마 쥰
슈에츠 학원 3학년 S반.
오우카와 코하쿠 (桜河 こはく)
성우 : 카이토 타스쿠
레이메이 학원 1학년 S반. 미케지마 마다라가 이끄는 유닛인 Double Face(더블 페이스)도 소속. 사투리를 쓰는 캐릭터. 누군가를 말할 때 ~~항이라고 말한다. (ex. HiMERU항.)knights의 스오우 츠카사의 사촌동생이다.
시이나 니키 (椎名 ニキ)
성우 : 야마구치 토모히로
요리사로도 활약하는 아이돌. 시나몬 카페를 운영중이다. ~~슴다같은 말버릇이 있다.린네를 길거리에 발견해 집에서 동거를 했다.

### 리듬 링크
ES빌딩의 12층에 사무소를 짓는, ES 중에서는 가장 노포의 사무소. 반은퇴한 듯한 아이돌도 재적하고 있는 탓도 있어, 가계는 항상 쪼들린다. 여름에 대규모 인력의 쇄신을 실시했다. 약칭은 「리즈링」.

#### UNDEAD (언데드)
배덕적이고 과격한 퍼포먼스가 특징의 유닛.
사쿠마 레이 (朔間 零)
성우 : 마스다 토시키
유메노사키 학원 3학년 B반→졸업생. UNDEAD(언데드)의 리더. 전 오기인이자 삼기인. 경음부 소속. 유학으로 인해 한 학년 유급했다. 자칭 흡혈귀. 텐쇼인 에이치 전에 학생회장이었다.
하카제 카오루 (羽風 薫)
성우 : 호소가이 케이
유메노사키 학원 3학년 A반→졸업생. 해양생물부 소속.
오오가미 코가 (大神 晃牙)
성우 : 오노 유우키
유메노사키 학원 2학년 B반→3학년 B반. 경음부 소속.
오토가리 아도니스 (乙狩 アドニス)
성우 : 하타노 와타루
유메노사키 학원 2학년 A반→3학년 A반. 육상부 소속.

#### Ra*bits (라빗츠)
「둥실둥실 귀여움」과 「작고 귀여움」을 앞세운 1학년이였던 3명과 3학년이였던 1명의 유닛.
마시로 토모야 (真白 友也)
성우 : 히루마 슌야
유메노사키 학원 1학년 A반→2학년 A반. Ra*bits(라빗츠)의 임시리더. 연극부 소속. 여장,메이드복을 입은적이 있다, 잘생겼다, 별명:와기감자
니토 나즈나 (仁兎 なずな)
성우 : 요나이 유우키
유메노사키 학원 3학년 B반→졸업생. Ra*bits(라빗츠)의 리더. 전 Valkyrie(발키리)의 멤버. 테니스부, 방송부 소속. 대학에 들어가 학업 때문에 토모야에게 잠시 리더 자리를 넘겨주었다.
텐마 미츠루 (天満 光)
성우 : 이케다 쥰야
유메노사키 학원 1학년 B반→2학년 B반. 육상부 소속.
시노 하지메 (紫之 創)
성우 : 코우사카 토모야
유메노사키 학원 1학년 A반→2학년 A반. 홍차부 소속.

#### 紅月 (아카츠키, 홍월)
화를 기조로 한 유닛. 실력, 인기가 「fine」에 이어 2위인 것으로 알려졌다.
하스미 케이토 (蓮巳 敬人)
성우 : 우메하라 유이치로
유메노사키 학원 3학년 A반→졸업생. 홍월의 리더. 궁도부, 학생회 소속.
키류 쿠로 (鬼龍 紅郎)
성우 : 카미오 신이치로
유메노사키 학원 3학년 B반→졸업생. 가라테부 소속.
칸자키 소마 (神崎 颯馬)
성우 : 카미나가 케이스케
유메노사키 학원 2학년 A반→3학년 A반. 해양생물부 소속. 기본적으로 남을 부를 때 '~~공'이라고 부르는 무사 속성의 캐릭터. 항상 검을 들고 다닌다(무기소지증은 항상 지갑안쪽에 넣고 다닌다).
타키 이부키 (滝 維吹)
성우 : 코바야시 치아키
오키나와 태생에, 미국에서 자라서 정처없이 가벼운 모습이지만 감정이 고조할 때도 있다. 나이에 비해 말을 잘하고 논리적인 사고의 소유자. 나이스에게 오디션 프로그램 【4piece】에 불려, 흥미가 생겼기 때문에 참가한다.

### 뉴 디멘션
ES빌딩의 7층에 사무소를 마련한다. 아이돌과 다른 일을 겸업하고 있는 사람이 많다. 설립된 지 얼마 안 된 사무소. 소속 아이돌은 젊은 층이 많고 소장 역시 등장인물들과 동년배임을 시사한다. 약칭은「뉴디」

#### Knights (나이츠)
기사를 모티브로 한 유닛. 개인의 수준이 높다.
스오우 츠카사 (朱桜 司)
성우 : 츠치다 레이오
유메노사키 학원 1학년 B반→2학년 B반. Knights(나이츠)의 리더. 궁도부 소속. 예의바른 부잣집의 도련님이다. 간식 특히 디저트류를 굉장히 좋아한다. 습관적으로 말할 때 영어를 섞어쓴다. (ex.이것은...snack이군요..!!) CRAZY:B의 오우카와 코하쿠의 사촌형이다.
츠키나가 레오 (月永 レオ)
성우 : 아사누마 신타로
유메노사키 학원 3학년 B반→졸업생. Knights(나이츠)의 전 리더. 궁도부 소속. 2학년 봄방학 때부터 학교를 나오지 않다가 3학년 때 다시 학교를 다녔다. 같은 유닛 멤버인 스오우 츠카사에게 리더 자리를 물려주었다. 공식 작곡 천재. 현재 세나 이즈미와 피렌체에서 동거 중이다.
세나 이즈미 (瀬名 泉)
성우 : 이토 마사미
유메노사키 학원 3학년 A반→졸업생. 테니스부 소속. 예전에 트릭스타 멤버인 유우키 마코토와 함께 키즈모델을 했었다. 마코토의 애정이 풍부해 즈!시절에 감금(...)을 했다. 짜증이 날 때는 초~짜증나(초~우자이)를 말한다.
사쿠마 리츠 (朔間 凛月)
성우 : 야마시타 다이키
유메노사키 학원 2학년 B반→3학년 B반. 홍차부 소속. 한 학년 유급했다. 자칭 흡혈귀. 언데드 멤버인 사쿠마 레이의 친동생이다. Trickstar소속의 이사라 마오와 소꿉친구로, 선단공포증을 만든 장본인.
나루카미 아라시 (鳴上 嵐)
성우 : 소마 소스케→키타무라 료
유메노사키 학원 2학년 B반→3학년 B반. 육상부 소속. 자칭 언니. 은근 힘이 세다.

#### Switch (스위치)
마법사를 모티브로 한 유닛.
사카사키 나츠메 (逆先 夏目)
성우 : 노지마 켄지
유메노사키 학원 2학년 A반→3학년 A반. Switch(스위치)의 리더. 전 오기인. 게임연구부 소속. 어미를 영어로 한다(ex. 이렇게yo)
아오바 츠무기 (青葉 つむぎ)
성우 : 이시카와 카이토
유메노사키 학원 3학년 B반→졸업생. 수예부 소속. 전 피네의 멤버.
하루카와 소라 (春川 空)
성우 : 야마모토 카즈토미
유메노사키 학원 1학년 B반→2학년 B반. 게임연구부 소속. 말 앞에 추임새를 넣는다. (ex. HaHiHuHeHo~! 소라는 기쁘구나~!)

#### MaM (마무)
미케지마 마다라의 솔로 유닛.
미케지마 마다라 (三毛縞 斑)
성우 : 토리우미 코스케
유메노사키 학원 3학년 A반→졸업생. MaM(마무), Double Face(더블 페이스)의 리더. 육상부 소속. 자칭 마마.

#### Special for Princess! (스페셜 포 프린세스)
2024년 11월 결성. THUNDERBOLT CHALLENGE 4piece 선발 외 멤버 4명으로 결성된 두 개의 마음을 가진 드리미한 유닛. 컨셉에 따른 퍼포먼스가 특징. 통칭 「에스프리」. 잡지나 CM, 넷의 전달 등 젊은이다운 캐치한 어프로치를 중심으로 실시하고 있다. 테마 색상은 드리미 핑크와 멜란콜리 바이올렛. 팬들은 「하트짱」이라고 부른다.
에스 / 사기리 에스 (エス / 冴霧 笑主)
성우 : 토요시마 슈헤이
도전 정신이 왕성하고 언제든 활기발랄한 성격. 신체나 입을 움직여서 항상 바쁘지만, 모험을 좋아해서 여러가지로 재주가 좋다. 나이스에게 스카우트되어 참가한 오디션 프로그램 【4piece】에 설레고 있다.
칸나 / 나츠 칸나 (カンナ / 名都 神無)
성우 : 사카키하라 유우키
사람이나 사물을 분석하고 분류 · 판단하는 로봇 같은 소년. 감정의 기복이 별로 없고, 여러가지를 간단한 커뮤니케이션으로 해결하려고 한다. 나이스에게 스카우트되어 오디션 프로그램 【4piece】에 일의 일환이라는 감각으로 참가하고 있다.
유메 / 하나무라 후유메 (ユメ / 花群 冬芽)
성우 : 쿠사노 타이치
맹목적인데다가 이기적인 면이 있는 소년. 코스플레이어로 활동했던 경험이 있으며 자신을 보여주는 방식에 대한 고집이 있다. 나이스에게 오디션 프로그램 【4piece】에 스카우트 되어, 에스를 뒤쫓아 따라가는 흐름으로 참여하고 있다.
라이카 / 호죠 라이카 (ライカ / 宝丈 萊香)
성우 : 테루이 유우키
밝고 겸손하지만 손버릇이 나쁜 소년. 노래를 좋아한다. 상식이 조금 부족해 【좋은 것】의 분별이 모호하다. 나이스에게 노래를 인정받아 오디션 프로그램 【4piece】에 마음의 준비 없이 참가하고 있다.

#### Double Face (더블 페이스)
MaM(마무)의 미케지마 마다라와 Crazy:B(크레이지:비)의 오우카와 코하쿠가 이끄는 미스테리어스한 언더 그라운드 유닛. 잡지의 모델이나 CM, 드라마나 무대 등을 중심으로 활동하고 있다.
2023년 8월에 행해진 이벤트의 스토리에 있어서 해산이 그려져, 이후는 유닛의 정보도 앱내, 공식 홈페이지내에서 열람할 수 없게 되었다. 현재, 공식 홈페이지에 정식으로 데이터가 존재한 적이 있는 유닛으로서는 유일한 해산 유닛.
미케지마 마다라 (三毛縞 斑)
본문은 『MaM (마무)』를 참조.
오우카와 코하쿠 (桜河 こはく)
본문은 『Crazy:B (크레이지:비)』를 참조.

### THUNDERBOLT CHALLENGE 4piece(선더볼트 챌린지 포피스)
『Thunderbolt Entertainment』가 주최하는 오디션 프로그램 【THUNDERBOLT CHALLENGE 4piece】. 통칭 【4piece】는 세계로 뻗어나가는 「드림 유닛」을 결성하기 위해서 아이돌을 심사한다.주최하는 프로듀서는 나이스 P(나이스 알네브 선더). ES 2년째부터 등장.
나이스 알네브 선더 (ナイス・アルネブ・サンダー)
성우 : 스즈키 료타
해외의 종합 엔터테인먼트사 『Thunderbolt Entertainment』에서 찾아온 프로듀서. 아이돌 업계를 더욱 빛내고자 오디션 프로그램 【4piece】를 가지고 일본에 왔다.

### 『P기관』
아이돌을 보좌하기 위한 조직플레이어가 맡은 「프로듀서」도 여기에 속한다.
전학생 (転校生) / 안즈 (あんず)
성우 : 사카모토 마아야 (TV 애니메이션만)
플레이어. 「유메노사키 학원」의 유일한 여학생. 프로듀서과 소속 2년생 (처음 1년보다 프로듀서과 학생은 늘은듯) 프로듀서과의 재적자는 「전학생」뿐이므로 수업이나 교실은 아이돌과 2학년 A반과 합동이 된다. 남동생도 같은 학교. 현재 P기관의 수장이다.
사가미 진 (佐賀美 陣)
성우 : 히지마 토모야스
2학년 A반의 담임으로 스포츠 닥터. 학생의 몸 관리를 맡고 있지만, 자기 자신은 일체 관리하지 못하고 있다. 한가하고 마이 페이스인 성격. 보건실을 중도 사물화하고 있다. 유메노사키 학원 OB에서 전 아이돌. 쿠누기 아키오미와는 아이돌 시대부터 아는 사이에서 선후배 사이. 유메노사키 졸업생이다.
쿠누기 아키오미 (椚 章臣)
성우 : 코마다 와타루
아이돌의 전문 과목으로 학생 지도 담당 학생회 고문. 성실하고 신경질적인 성격으로 남에게도 자신에게도 엄격함. 유메노사키 학원 OB에서 이전은 멀티 아이돌로서 활약했다. 사가미 진과는 아이돌 시대부터 아는 사이에서 선후배 사이. 유메노사키 졸업생이다.
히다카 세이야 (氷鷹 誠矢)
성우 : 미키 신이치로
히다카 호쿠토의 친아버지. 사가미와 친구. 아들을 「호군」(애니에서는 홋쨩)이라 부르며 아내와 아들을 애타게 사랑하지만 호쿠토에게는 거부당하고 있다. 게임내에서 처음으로 나온, 현역의 성인 아이돌. 사가미는 「결혼하지 않는 옛날 아이돌」이기 때문에, 처자녀 가진 아이돌이라는 점에서도 처음. 스바루의 아버지와도 친분이 있었다. 입화에서는 결혼 반지를 하고 있다.
게이트 키퍼 (ゲートキーパー)
성우 : 타케우치 슌스케
『!!』부터 등장. 「SS」운영위원회」의 관계자로서 「SS」의 진행에 관련된 인물. 아이돌들에 대해 고압적이고, 어떤 인물과도 인연이 있다.
쿠로네 히츠기  (黒根 くろね)
성우 : 나가츠카 타쿠마
유메노사키 학원 프로듀스과에 전학 온 남학생. 침착하지 못하고 대화가 서툴러 조금이라도 이야기가 길어지면 펑크가 나 버린다.